# 로우민

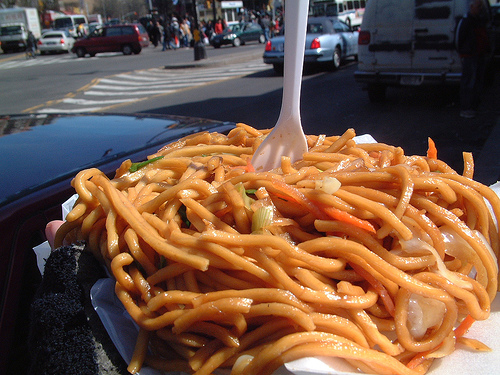
미국식 중국 요리 스타일의 로메인

로우민(광둥어: 撈麪, 월병: lou1 min6, 중국어 간체자: 捞面, 정체자: 撈麵, 병음: lāomiàn 라오몐[*], 한자음: 로면) 또는 반몐(중국어 간체자: 拌面, 정체자: 拌麵, 병음: bànmiàn, 한자음: 반면)은 달걀 국수가 들어간 중국 요리이다. 채소, 특정한 종류의 고기나 해산물(보통 쇠고기, 닭, 돼지고기, 새우, 훈툰)이 들어간다. 채소만 넣어서 먹을 수도 있다.

## 미국식 중화 요리
미국식 중국 요리 식당에서 로메인(영어: lo mein)은 대중적인 포장 음식이며 종종 차오몐과 동의어로 간주되는 경우도 있다. 이 요리는 광둥의 로우민과 광둥의 차우몐과는 구별된다.
"로메인"이라는 용어는 휘저은 국수를 의미하는 撈麵(로우민)이라는 광둥어 낱말에서 비롯된 것이다.
광둥의 로우민은 묽은 소스로 볶고 그 위에 만두나 차돌박이를 곁들인다. 이와 대조적으로 미국의 로메인 국수는 보통 간장과 기타 양념으로 만든 소스로 볶는다.

## 같이 보기
- 차오몐
- 납면
- 퍼
- 판싯
- 라멘
- 볶기
- 야키소바